# Taca
|  | Per a altres significats, vegeu «taca (desambiguació)». |

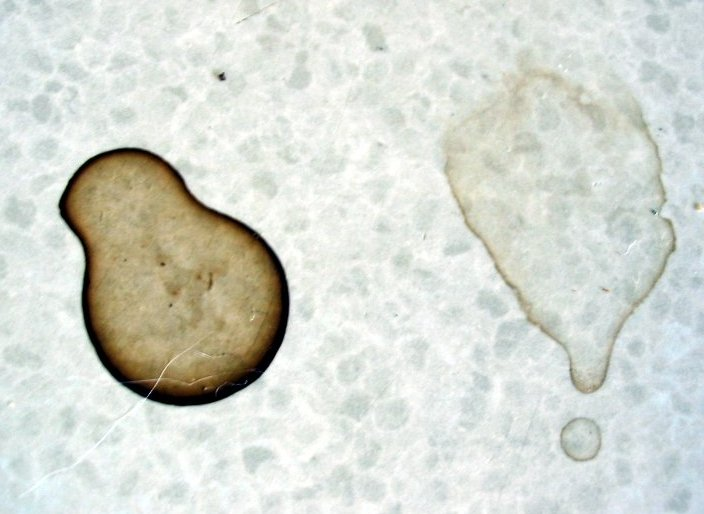
Taques de cafè

Una taca  és una zona que té un color, que és diferent del material sobre el qual es troba, moltes vegades no té tampoc uniformitat en la seva distribució sobre aquesta zona. Pot passar sense intenció en el cas de les taques sobre teixit, tela, o un altre material, o pot ser intencional.
Les taques s'utilitzen intencionadament en una varietat de camps, incloent la investigació (tinció bioquímica), la tecnologia (tinció de metalls), i art (tinció de fusta, tinció de vidre)

## Substàncies que poden crear taques
Hi ha diferents substàncies que poden causar taques de major o menor importància sobre diferents tipus de materials, la resistència a les taques és una característica important buscada en la moderna enginyeria tèxtil.
- Sang
- Xocolata
- Cafè
- Fruits i els seus sucs, en particular el suc de taronja
- Herba
- Greix
- Tinta (en particular la d'un retolador permanent)
- Petroli
- salses (en particular sobre la base de tomàquet)
- Soda (en particular de soda amb taronja)
- Suor
- Semen
- Vi

## Llevataques
Algunes taques desapareixen amb un rentat més o menys fort, però existeixen diferents tècniques més sofisticades de rentat per tractar d'eliminar o minimitzar, un cop fetes, les taques més resistents. Hi ha els llevataques que són un tipus important de productes detergents químics per a ser emprats a una tintoreria. També existeixen alguns llevataques d'utilització a la llar.
- Clor (no barrejar amb amoníac)
- Amoníac (no barrejar amb lleixiu)
- Vinagre
- hidrogencarbonat de sodi
- Alcohol
- Peròxid d'hidrogen
- Crema tàrtara
- sol
- Sifòn

## Nota
1. ↑  Jeff Bredenberg. How to Cheat at Organizing: Quick, Clutter-Clobbering Ways to Simplify Your Life.  Taunton Press, 31 desembre 2007, p. 34–. ISBN 9781561589401 [Consulta: 9 juny 2011].